# 오가와 나오야
오가와 나오야(일본어: 小川 直也, 1968년 3월 31일~)는 일본의 전직 유도 선수, 이종격투기 선수이다. 일본 유도 국가대표 선수로 활동했으며 1992년 하계 올림픽에서 남자 헤비급 은메달을 획득했다. 또한 세계 선수권 대회에서 금메달 4개, 동메달 3개를 획득했고 아시안 게임에서 동메달 1개, 아시아 선수권 대회에서 금메달 1개를 획득했다.
유도 선수 은퇴 후 1997년 프로레슬링 선수와 이종격투기 선수 활동을 시작했으며 이종격투기 선수로서 9전 7승 2패의 기록을 남겼다. 2015년에 현역에서 은퇴했으며 현재 자신의 이름을 딴 유도 도장을 운영하며 유튜버로 활동하고 있다.

## 개인사
아들인 오가와 유세이 또한 일본 유도 국가대표 선수로 활동하고 있다.

## 같이 보기
- 요시다 히데히코